# Maurice Hemelsoet
Maurice Constant Maria Hemelsoet (Gent, 8 maart 1875 - aldaar, 29 december 1943) was een  roeier uit België en was lid van de Koninklijke Roeivereniging Club Gent. Hij nam  deel aan de Olympische Spelen en won hierbij een zilveren medaille. Hij werd zevenmaal Europees kampioen.

## Loopbaan
Hemelsoet werd in 1897 Europees kampioen met acht met stuurman van de Koninklijke Roeivereniging Club Gent. Tussen 1898 en 1900 behaalde hij drie Europese titels op het onderdeel vier met stuurman. Tussen 1899 en 1901 behaalde hij ook nog drie opeenvolgende titels op de acht met stuurman.
Hij nam voor België deel aan de Olympische Zomerspelen 1900 in Parijs als onderdeel van de twee met stuurman en de acht met stuurman. Hij behaalde een zilveren medaille met de acht met stuurman.

## Palmares

### twee met stuurman
- 1900: ½ fin. OS - 7.00,4

### vier met stuurman
- 1898:  EK in Turijn
- 1899:  EK in Oostende
- 1900:  EK in Parijs

### acht met stuurman
- 1897:  EK in Pallanza - 6.43
- 1899:  EK in Oostende
- 1900:  OS in Parijs - 6.13,8
- 1900:  EK in Parijs
- 1901:  EK in Zürich